# 조광진 (만화가)
조광진(1987년 7월 31일 ~ )은 대한민국의 만화가이다. 필명 광진으로 새겨졌다.

## 작품
- 2013년 《그녀의 수족관》 : 레진코믹스 연재
- 2014년 《ONL(One Night Lover》 : 레진코믹스 연재 (현재는 삭제)
- 2015년 《포미닛》 : 레진코믹스 연재(현재는 삭제), 두엽 작가와 첫 협업
- 2016년 《이태원 클라쓰》 : 다음웹툰 연재, 그림작가 두엽
- 2019년 《링크보이》 : 네이버웹툰 연재

## 드라마
- 2020년 《이태원 클라쓰》 (극본, 시나리오)

## 같이 보기
- 웹툰 작가 목록